# Episodi de Il guardiano della foresta - Mushiking
Questa è la lista degli episodi de Il guardiano della foresta - Mushiking trasmessi in Giappone a partire dal 6 aprile 2005 e dal 3 settembre 2007 in Italia sulla rete televisiva Italia 1 alle ore 17:35. Dal 10 settembre è andato in onda alle 18:00 fino a metà novembre, quindi è stato trasmesso nella fascia antimeridiana del sabato, fino alla conclusione, il 24 novembre 2007.

## Lista episodi
| Nº | Titolo italiano Giapponese 「Kanji」 - Rōmaji - Traduzione letterale | In onda           | In onda           |
| Nº | Titolo italiano Giapponese 「Kanji」 - Rōmaji - Traduzione letterale | Giapponese        | Italiano          |
| 1  | La vita nella foresta 「ポポの旅立ち」 - Popo no tabidachi – "L'inizio del viaggio di Popo" | 6 aprile 2005     | 3 settembre 2007  |
| 1  | Peter e i suoi genitori vivono felici quando un individuo misterioso attacca la foresta dove vivono. Il padre scompare, la madre si trasforma in un fiore e Peter, divenuto il nuovo Guardiano della Foresta, parte per la Foresta di Luce. |                   |                   |
| 2  | Peter e Chibiking fanno amicizia 「サーカス団の少女」 - Circus dan no shoujo – "La ragazza del Circo" | 13 aprile 2005    | 4 settembre 2007  |
| 2  | Peter incontra un piccolo insetto parlante. Apparizione del Circo e di Pam. |                   |                   |
| 3  | Un brutto incidente 「魂の行方」 - Tamashii no yukue – "La posizione dell'anima" | 20 aprile 2005    | 5 settembre 2007  |
| 4  | Il mistero della vita 「生命の輝き」 - Seimei no kagayaki – "Lo splendore della vita" | 27 aprile 2005    | 6 settembre 2007  |
| 5  | L'albero dei frutti 「果実の里」 - Kajitsu no sato – "Il villaggio dei frutti" | 4 maggio 2005     | 7 settembre 2007  |
| 6  | Il frutto della speranza 「希望の実」 - Kibou no mi – "La verità della speranza" | 11 maggio 2005    | 10 settembre 2007 |
| 7  | L'importanza del destino 「使命と宿命」 - Shimei to shukumei – "Missione e destino" | 18 maggio 2005    | 11 settembre 2007 |
| 8  | Il bibliotecario 「のこされた言葉」 - Nokosareta kotoba – "Parole lasciate indietro" | 25 maggio 2005    | 12 settembre 2007 |
| 9  | La foresta dei parassiti 「なまけ者の森」 - Namakemono no mori – "La foresta dei bradipi" | 1º giugno 2005    | 13 settembre 2007 |
| 10 | La tormenta di neve 「少女と魔女」 - Shoujo to majou – "La strega e la ragazza" | 8 giugno 2005     | 14 settembre 2007 |
| 11 | La forza dell'amore 「愛の力」 - Ai no chikara – "La forza dell'amore" | 15 giugno 2005    | 17 settembre 2007 |
| 12 | Un nuovo, misterioso compagno 「もう一人の少年」 - Mou hitotsu no shounen – "Un altro ragazzo" | 22 giugno 2005    | 18 settembre 2007 |
| 13 | L'incontro con i cacciatori 「しのびよる影」 - Shinobi yoru kage – "Un'ombra in avvicinamento" | 29 giugno 2005    | 19 settembre 2007 |
| 14 | Il predestinato 「遭遇」 - Souguu – "Incontro" | 6 luglio 2005     | 20 settembre 2007 |
| 15 | Legami di famiglia 「沈まぬ太陽」 - Shizumanu taiyou – "Il sole che non tramonta" | 13 luglio 2005    | 21 settembre 2007 |
| 16 | Una signora un po' strampalata 「発明王」 - Hatsumei-ou – "Il re delle invenzioni" | 20 luglio 2005    | 24 settembre 2007 |
| 17 | La vera identità di Babi 「琥珀の砦」 - Kohaku no toride – "La fortezza d'ambra" | 27 luglio 2005    | 25 settembre 2007 |
| 18 | La città dei bambini 「子供達の王国」 - Kodomotachi no kuni – "Il regno dei bambini" | 3 agosto 2005     | 26 settembre 2007 |
| 19 | Il villaggio del fiume 「母の河」 - Haha no kawa – "Il fiume della madre" | 10 agosto 2005    | 27 settembre 2007 |
| 20 | Il collezionista di insetti 「甲虫コレクター」 - Kabutomushi korekutā – "Il collezionista di coleotteri" | 17 agosto 2005    | 28 settembre 2007 |
| 21 | La foresta nera 「黒い森」 - Kuroi mori – "La foresta nera" | 24 agosto 2005    | 1º ottobre 2007   |
| 22 | Il dubbio 「星の記憶」 - Hoshi no kioku – "I ricordi delle stelle" | 31 agosto 2005    | 2 ottobre 2007    |
| 23 | Le origini 「生命のはじまり」 - Seimei no hajimari – "L'inizio della vita" | 7 settembre 2005  | 3 ottobre 2007    |
| 24 | La fine del viaggio 「旅の終わり」 - Tabi no owari – "La fine del viaggio" | 14 settembre 2005 | 4 ottobre 2007    |
| 25 | Legami familiari 「揺れる絆」 - Yureru kizuna – "Legami traballanti" | 21 settembre 2005 | 5 ottobre 2007    |
| 26 | Esultanza al crepuscolo 「夕日の輝き」 - Yuuhi no kagayaki – "Lo splendore del crepuscolo" | 28 settembre 2005 | 8 ottobre 2007    |
| 27 | La scomparsa di Soma 「刻まれた紋章」 - Kizamareta monshou – "Lo stemma inciso" | 5 ottobre 2005    | 9 ottobre 2007    |
| 28 | Una brutta sorpresa 「嵐の中」 - Arashi no naka – "Nella tempesta" | 12 ottobre 2005   | 10 ottobre 2007   |
| 29 | Una battaglia fra i rovi 「野ばらの墓」 - Nobara no haka – "La tomba delle rose selvatiche" | 19 ottobre 2005   | 11 ottobre 2007   |
| 30 | La foresta ideale 「理想の森」 - Risou no mori – "La foresta degli ideali" | 26 ottobre 2005   | 12 ottobre 2007   |
| 31 | Le cicale 「伝わる痛み」 - Tsutawaru itami – "Il dolore trasmesso" | 2 novembre 2005   | 15 ottobre 2007   |
| 32 | L'imboscata 「青い絆」 - Aoi kizuna – "Legami blu" | 9 novembre 2005   | 16 ottobre 2007   |
| 33 | Vera identità 「本当の自分」 - Hontou no jibun – "Il vero se" | 16 novembre 2005  | 17 ottobre 2007   |
| 34 | Il guardiano della foresta 「森の守護者」 - Mori no shugosha – "I protettori della foresta" | 23 novembre 2005  | 18 ottobre 2007   |
| 35 | La valle dell'addestramento 「修行の谷」 - Shugyou no tani – "La valle dell'addestramento" | 30 novembre 2005  | 19 ottobre 2007   |
| 36 | L'uomo dei coleotteri 「虫男の涙」 - Mushi otoko no namida – "Le lacrime del coleottero maschio" | 7 dicembre 2005   | 22 ottobre 2007   |
| 37 | Lo scarabeo dai cinque corni 「ちいさな王者」 - Chiisana ouja – "Il piccolo re" | 14 dicembre 2005  | 23 ottobre 2007   |
| 38 | Una o mille? 「抜け殻の都」 - Nukegara no to – "La perdita delle pelle principale" | 21 dicembre 2005  | 24 ottobre 2007   |
| 39 | La collana del guardiano 「守護者の証」 - Shuugomono no akashi – "La prova di un protettore" | 28 dicembre 2005  | 25 ottobre 2007   |
| 40 | Il villaggio del re dei coleotteri 「甲虫王者の村」 - Kabutomushi ouja no mura – "Il villaggio del re coleottero" | 4 gennaio 2006    | 26 ottobre 2007   |
| 41 | La strada da intraprendere 「進むべき道」 - Susumu beki michi – "La strada da percorrere" | 11 gennaio 2006   | 29 ottobre 2007   |
| 42 | La foresta fossile 「再生の時」 - Saisei no toki – "Rinascita" | 18 gennaio 2006   | 30 ottobre 2007   |
| 42 | Seran va in metamorfosi. |                   |                   |
| 43 | Il capitano 「甲虫の墓場」 - Kabutomushi no hakaba – "La tomba dei coleotteri" | 25 gennaio 2006   | 31 ottobre 2007   |
| 44 | Il sovrano delle foreste 「父と子」 - Chichi to ko – "Padre e figlio" | 1º febbraio 2006  | 2 novembre 2007   |
| 45 | Libertà per i coleotteri 「約束」 - Yakusoku – "Promessa" | 8 febbraio 2006   | 5 novembre 2007   |
| 46 | Prigione di ghiaccio 「凍える命」 - Kogoeru inochi – "Vita congelata" | 15 febbraio 2006  | 6 novembre 2007   |
| 47 | I due re 「二匹の王」 - Nihiki no ou – "I due re" | 22 febbraio 2006  | 7 novembre 2007   |
| 48 | La foresta di luce 「輝きの森」 - Kagayaki no mori – "La foresta splendente" | 1º marzo 2006     | 8 novembre 2007   |
| 49 | La resa dei conti 「戦いの果て」 - Tatakai no hate – "La fine della lotta" | 8 marzo 2006      | 9 novembre 2007   |
| 50 | Il sogno della foresta 「森の夢」 - Mori no yume – "Il sogno della foresta" | 15 marzo 2006     | 10 novembre 2007  |
| 51 | Viva la vita 「生きてこそ」 - Ikite koso – "Perché sono vivo" | 22 marzo 2006     | 17 novembre 2007  |
| 52 | Verso una nuova speranza 「森の民の伝説」 - Mori no tami no densetsu – "La leggenda delle genti della foresta" | 29 marzo 2006     | 24 novembre 2007  |
| 52 | Adder risveglia l'astronave, ma essa riconosce Peter come suo padrone e quindi obbedisce all'ordine di non partire e di restituire alla Foresta tutta l'energia precedentemente rubatale. Furioso per il fallimento del suo piano, Adder s'impadronisce della collana del Guardiano e si trasforma in un gigante, attaccando Peter che però gli tiene testa con i propri poteri di Guardiano. Nel frattempo, Mushiking e lo Scarabeo Ercole Bianco di Adder si affrontano in una battaglia senza esclusione di colpi da cui il primo esce vittorioso. Nonostante questo secondo fallimento, Adder è ancora determinato a combattere fino a che non interviene Seran, che gli promette di aiutarlo nel suo progetto portandolo con sé nello spazio in cui generare nuova vita, come lui voleva; Adder accetta. Tutti si disperano, ma alla fine accettano la partenza di Seran, che dopo aver detto addio personalmente a Soma, dichiarando i propri sentimenti per lui, scompare in una gigantesca colonna di luce. Pam, senza più il ruolo di navigatrice dell'astronave, diventa un abitante della Foresta a tutti gli effetti e decide di vivere con Peter. Soma, sulla via di ritorno verso casa propria, è trovato dalla propria madre, tornata in vita, e vola verso casa con lei, trasportati da uno sciame delle sue farfalle. Pesser torna nella sua foresta dove scopre che essa sta finalmente tornando in vita e che presto lui avrà dei fratellini. Glum viene accolto dagli insetti con cui era cresciuto, con cui vivrà felice. Peter raggiunge casa sua e vi trova non solo Pìa, finalmente tornata come prima, ma anche Pam, Babi, Bibi e Mongo, che hanno deciso di non volersi separare da lui. In ultimo Chibiking, dopo la tremenda battaglia, si risveglia senza ricordare nulla su chi sia o cosa sia successo, ma per fortuna la prima cosa che vede sono i suoi amici, che gli racconteranno tutto. Da lì in avanti, tutto il Popolo della Foresta conoscerà la leggenda di Peter, il Guardiano della Foresta. |                   |                   |

## Home video

### Giappone
Gli episodi de Il guardiano della foresta - Mushiking sono stati pubblicati per il mercato home video nipponico in DVD dal 21 luglio 2005 al 23 giugno 2006.
| N° | Data              | Episodi | Fonte  |
| -- | ----------------- | ------- | ------ |
| 1  | 21 luglio 2005    | 1-3     | [ 2 ]  |
| 2  | 26 agosto 2005    | 4-6     | [ 4 ]  |
| 3  | 23 settembre 2005 | 7-9     | [ 5 ]  |
| 4  | 28 ottobre 2005   | 10-12   | [ 6 ]  |
| 5  | 25 novembre 2005  | 13-15   | [ 7 ]  |
| 6  | 25 novembre 2005  | 16-18   | [ 8 ]  |
| 7  | 23 dicembre 2005  | 19-21   | [ 9 ]  |
| 8  | 23 dicembre 2005  | 22-24   | [ 10 ] |
| 9  | 27 gennaio 2006   | 25-27   | [ 11 ] |
| 10 | 27 gennaio 2006   | 28-30   | [ 12 ] |
| 11 | 24 febbraio 2006  | 31-33   | [ 13 ] |
| 12 | 24 febbraio 2006  | 34-36   | [ 14 ] |
| 13 | 24 marzo 2006     | 37-39   | [ 15 ] |
| 14 | 21 aprile 2006    | 40-42   | [ 16 ] |
| 15 | 26 maggio 2006    | 43-45   | [ 17 ] |
| 16 | 23 giugno 2006    | 46-48   | [ 18 ] |
| 17 | 23 giugno 2006    | 49-52   | [ 3 ]  |